# Ecopista do Tâmega

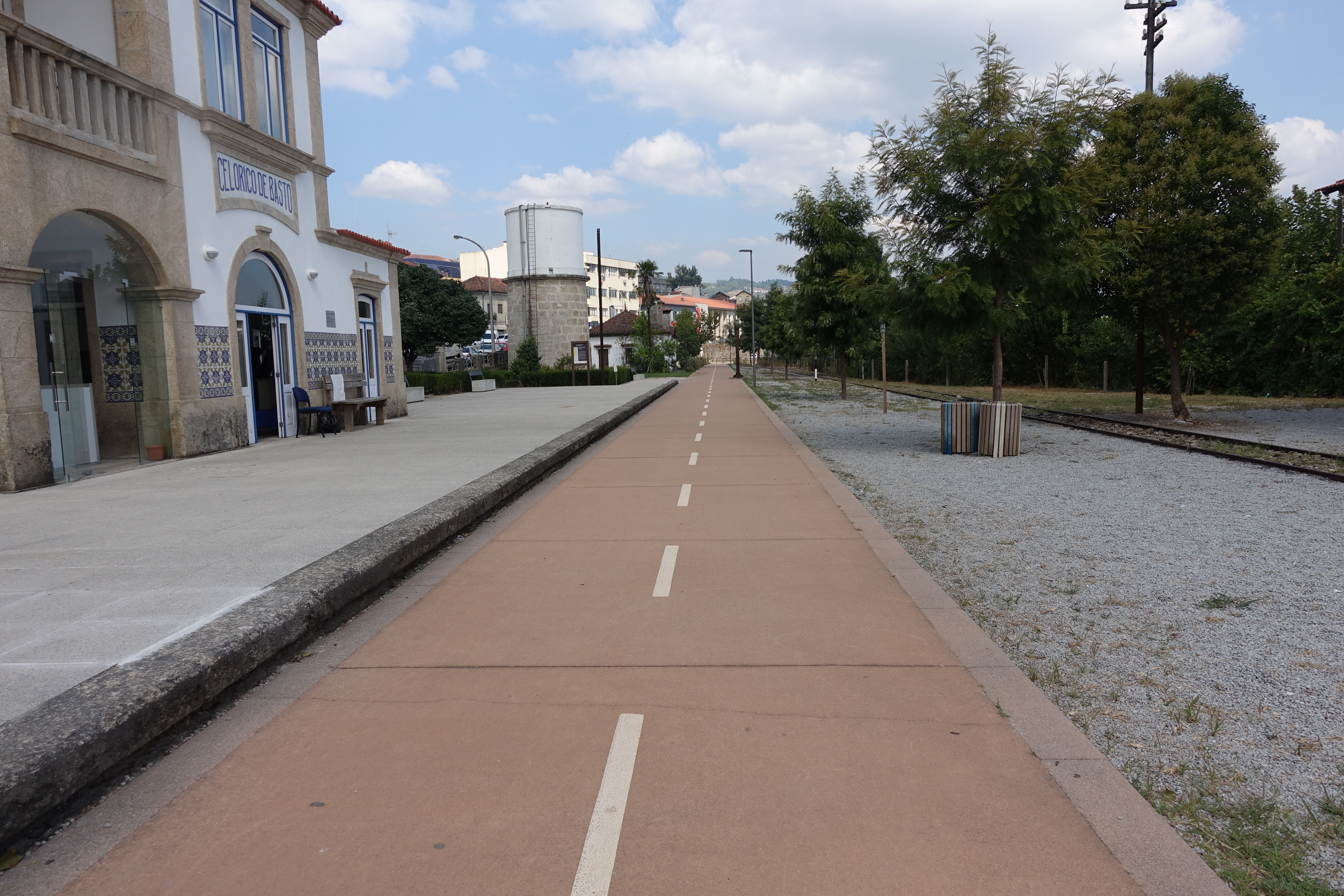
A ecopista na sua passagem pela estação de Celorico de Basto.

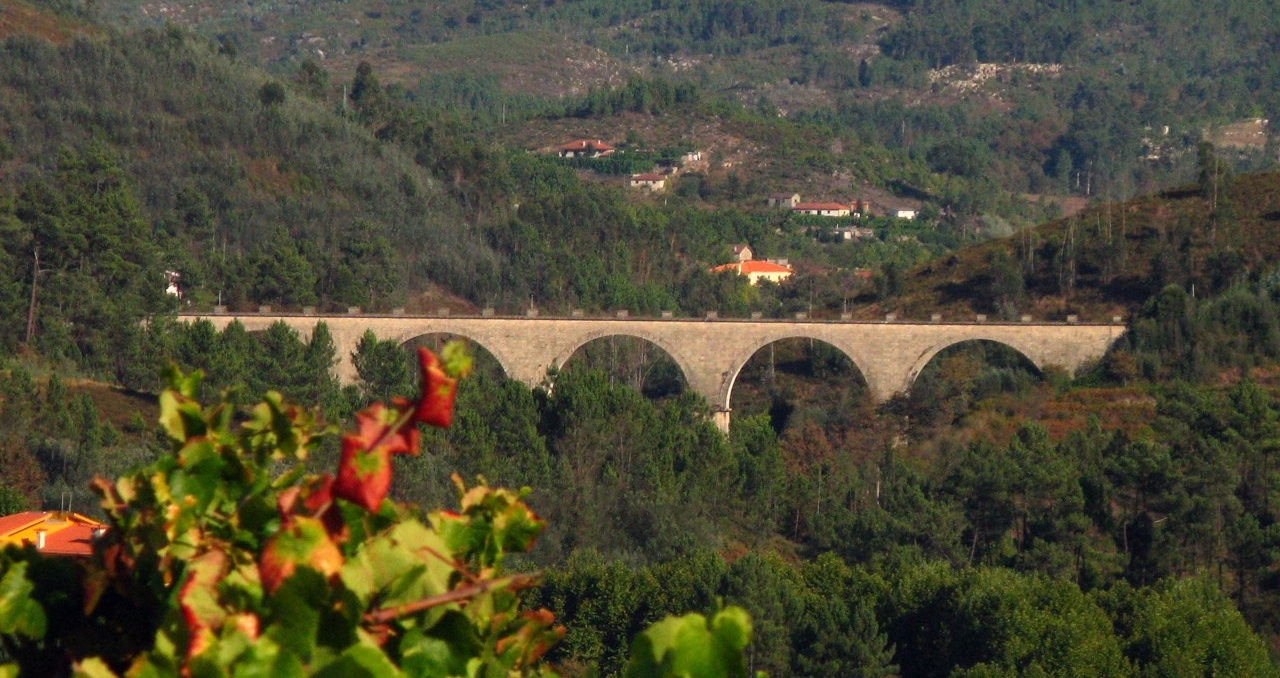
Viaduto de Matamá, as portas da estação de Mondim de Basto.

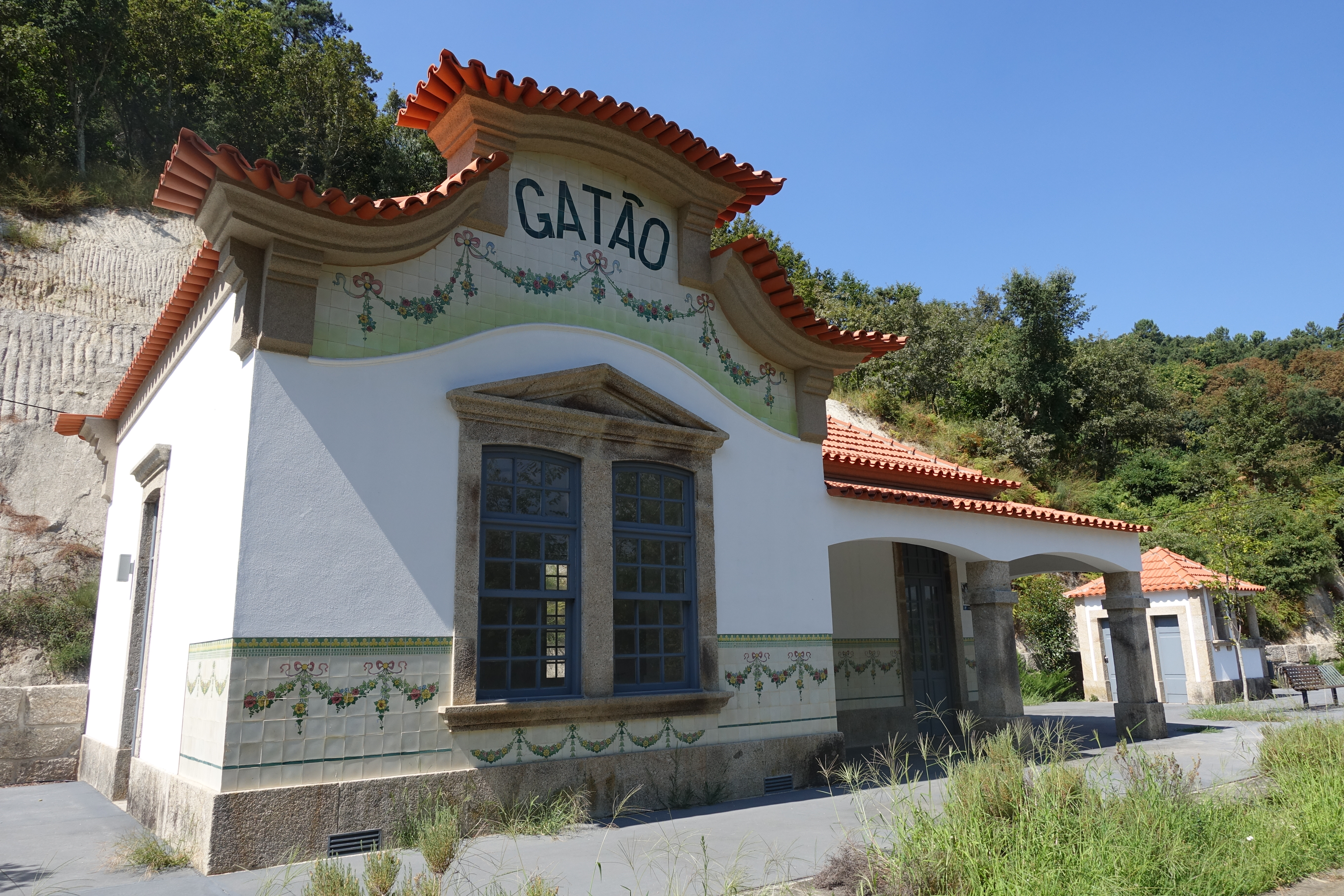
Apeadeiro do Gatão no km -17.

A Ecopista do Tâmega é uma ecopista em Portugal que liga Amarante a Arco de Baúlhe passando por Celorico de Basto. Foi construída aproveitando o canal do caminho-de-ferro da antiga Linha do Tâmega cuja circulação de comboios cessou em 1990.
Esta ecopista foi inaugurada em 30 de abril de 2011.

## Percurso
O percurso é praticamente plano e totalmente ciclável com cerca de 39 km, dos quais 9 km são no concelho de Amarante, 23 km no de Celorico de Basto e 7 km no de Cabeceiras de Basto.
A estação de Celorico de Basto é o ponto central da ecopista sendo assim considerada o KM 0. Nesta estação encontra-se um núcleo interpretativo, uma pousada de juventude e um ponto de aluguer de bicicletas. Foi aberto um núcleo museológico na estação do Arco de Baúlhe
A totalidade da ecopista situa-se na margem direita do rio Tâmega, às vezes seguindo o rio Tâmega mas também passando por paisagens urbanas e vinícolas. Existem algumas obras particulares como o viaduto de Matamá ou o Túnel de Gatão.
Em direção a Norte, a estação de Mondim de Basto (Veade) sitaua-se no km 5.617, a estação de Canedo no km 10.841, e a estação do Arco de Baúlhe no km 17.245.
Em direção a sul, a estação de Codeçoso situa-se no km -8.767 e a estação de Amarante no km -21.857.
Alguns apeadeiros como o de Padredo (Canedo de Basto, km 8.880), o de Lourido (km -5.338), de Chapa (km -13.397) ou do Gatão (km -17) são pontos de descanso de refrescamento.

## Reconhecimento
Em 2021, a ecopista, foi distinguida com o Prémio Europeu de Vias Verdes, que valorizem linhas de comboio desativadas. A distinção foi revelada a 30 de setembro de 2021, no âmbito na conferência internacional sobre Vias Verdes, Mobilidade, Lazer e Turismo, que decorreu em Valência.